# The Devil Commands
Pour plus de détails, voir Fiche technique et Distribution.
The Devil Commands est un film américain réalisé par Edward Dmytryk et sorti en 1941.

## Synopsis
Le docteur Julian Blair est un savant émérite. Il n'a que deux passions: son métier et sa femme, Helen. Blair travaille sur les ondes du cerveau humain et tente de retranscrire les pensées des autres. Son épouse l'aide volontiers et lui sert de cobaye. Le jour de l'anniversaire de leur fille, Anne, alors que Julian est entré dans une pâtisserie acheter le gâteau, Helen, dont la voiture est garée à quelques pas, est victime d'un accident mortel. 
Fou de douleur, Blair veut continuer ses expériences, mais ses confrères le lui déconseillent. Un de ses serviteurs, Karl, lui propose une soirée chez Mrs Walters, une médium célèbre. Sceptique, Blair accepte malgré tout. Dès lors, poussé par cette dernière, il va s'enfoncer dans la folie, tentant par tous les moyens de rentrer en contact avec sa femme, au-delà de la mort.

## Fiche technique
- Titre : The Devil Commands
- Réalisateur : Edward Dmytryk
- Scénario : Robert Hardy Andrews, Milton Gunzburg, d'après un roman de William Sloane
- Chef-opérateur : Allen G. Siegler
- Montage : Al Clark
- Direction musicale : Morris Stoloff, Mischa Bakaleinikoff (non crédité)
- Direction artistique : Lionel Banks
- Production : Columbia Pictures
- Format : Noir et blanc
- Genre : Film de science-fiction, Film d'horreur
- Durée : 65 minutes
- Dates de sortie : 
  - États-Unis : 3 février 1941

## Distribution
- Boris Karloff : Dr. Julian Blair
- Richard Fiske : Dr. Richard Sayles
- Amanda Duff : Anne Blair
- Anne Revere : Mrs. Walters
- Ralph Penney : Karl
- Dorothy Adams : Mrs. Marcy
- Walter Baldwin : Seth Marcy
- Kenneth MacDonald (en) : Sheriff Ed Willis
- Shirley Warde : Helen Blair